# Lány a vízben
A Lány a vízben (eredeti cím: Lady in the Water) 2006-ban bemutatott amerikai pszichothriller-fantasyfilm, melyet M. Night Shyamalan írt és rendezett. A főbb szerepekben Paul Giamatti, Bryce Dallas Howard, Bob Balaban, Jeffrey Wright, Sarita Choudhury, Freddy Rodríguez, Bill Irwin és Jared Harris látható.
Az Amerikai Egyesült Államokban 2006. július 21-én mutatták be. Magyarországon szeptember 7-én került a mozikba. Összességében negatív kritikákat kapott és négy jelölésből két Arany Málna díjat nyert.

## Cselekmény
Cleveland Heep, egy lakóépület házmestere kiment az udvar úszómedencéjéből egy fiatal lányt. Rövidesen rájön, hogy a titokzatos jövevény egy esti meséből lépett elő, s most próbál hazajutni. Hitetlenségével megküzdve, Heep segítséget kér a bérlőktől, hogy megvédjék a lányt egy rejtélyes lénytől, akinek léte a nő saját világába való visszatérésének megakadályozásában merül ki.

## Szereplők
| Szereplő        | Színész             | Magyar hang   |
| --------------- | ------------------- | ------------- |
| Cleveland Heep  | Paul Giamatti       | Józsa Imre    |
| Story / Mese    | Bryce Dallas Howard | Ruttkay Laura |
| Harry Farber    | Bob Balaban         | Sipos Imre    |
| Mr. Dury        | Jeffrey Wright      | Háda János    |
| Young-Soon Choi | Cindy Cheung        | Pálfi Kata    |
| Vick            | M. Night Shyamalan  | Viczián Ottó  |
| Reggie          | Freddy Rodríguez    | Moser Károly  |
| Anna Ran        | Sarita Choudhury    | Kéri Kitty    |
| Mr. Leeds       | Bill Irwin          | Rosta Sándor  |
| Mrs. Bell       | Mary Beth Hurt      | Szabó Éva     |

## A film fantáziavilágának teremtményei

### A Nagy Eatlon
A Nagy Eatlon (The Great Eatlon) egy hatalmas, sasmadárra emlékeztető lény, közel 40 láb széles fesztávolsággal. Létének célja, hogy visszavigye a Tendét a Kék Világba, egy képzeletbeli országba, miután az bevégezte küldetését. A filmben a végső jelenetsorban tűnik fel, hogy felkapja Mesét, a Tendét. A Nagy Eatlon fajtájának utolsó képviselője; rég elmúlt rokonai szintén hatalmasak voltak, s szintén a Tendék hazajutását segítették.

### Tende
A vízinimfaként vagy vízitündérként is ismert, sellőhöz hasonló, de az emberrel számos hasonlóságot mutató Tendék (Narf) a Kék Világból, egy vízalatti helyről származnak. Meglehetősen félénk, titokzatos teremtmények, keveset beszélnek, de ha beszélnek, értékes információkat adnak tovább. Küldetéssel rendelkeznek, amiket a valós világban kell véghezvinniük. A Tendék úszómedencék csatornarendszerein képesek a világunkba jutni, de újból nem használhatják ezt az útvonalat. Az egyetlen mód a hazatérésre, ha a Nagy Eatlon, egy hatalmas sas felveszi őket, és visszarepül velük a Kék Világba.

### Ord
Az Ord (Scrunt) erős alkatú, farkasra vagy hiénára hasonlító fenevad, testét vékony, zöld, hegyes szőr borítja, mely fűre emlékeztet. Hogy teljesen elbújjon az ember szeme elől, képes belapulni füves környezetébe, és eggyé válni vele. Ám ha tükrön keresztül figyeljük, vörösen izzó szemei elárulják, hol is rejtőzik. Alapvető célja, hogy megölje a Tendéket, akik elhagyják otthonukat, a Kék Világot. Azonban bizonyos szabályokat be kell tartaniuk: az Ord nem támadhat egy adott éjszakán (mikor a Nagy Eatlon alászáll, hogy magával vigye a Tendét), és nem támadhat meg bizonyos típusú Tendéket. Az egyetlen dolog, amitől az Ord retteg, a Tartuta, a kegyetlen, majomszerű szörnyek hármasa, akik betartatják világuk szabályait. Az Ord, aki Mesére vadászik, megszegi ezeket, és rátámad a lányra, mikor a Nagy Eatlon eljön érte. Az Ord egyetlen marása is halálos; karmai mérgezőek a Tendének, s méreg hatásait csak egyvalamivel lehet megelőzni: a kiivel – egy gyógyírrel, amit a Tende vízalatti lakában tart.

#### A név eredete
Az Ord eredeti megfelelője, a “Scrunt”, egy szleng kifejezés az angol nyelvben. Általában tárgyak helytelen és megkérdőjelezhető módon való megszerzésére utal, arra, hogy az illetőnek nincs joga hozzá. A ‘scrunted’ tárgyak között szerepelhet például a cigaretta, dobozos sör, más emberek ruhái, vagy egy tízdolláros. Ebből következik, hogy egy scrunt (Ord) megtámadja (megszerzi) a Tendét, ám nincs joga hozzá. Az eredeti kifejezés származása azonban bizonytalan.

### Tartuta
A Tartuta (Tartutic), noha egyként utalnak rá, valójában három majomszerű lény, akiknek testét fű és fagyökerek alkotják (hasonlóan az Ordhoz). Azt beszélik, hogy születésük napján megölték a szüleiket, és olyannyira gonoszok, hogy a veszedelmes Ordok is félnek tőlük; mindemellett a Kék Világban betöltött szerepük pozitív, mivel ők felelnek azért, hogy a Természet szabályai betartassanak, és megbüntetik azt, aki megszegi őket. A filmben követik a lázadó Ordot Philadelphiába, amiért az rátámad egy Tendére azon az éjszakán, mikor hazamenni készül (és ezt a szabályok tiltják). A Tartuta egy kissé lepukkant philadelphiai lakóházkomplexum melletti erdőben él. A film végső jelenetsorában megállítják az Ordot, aki rátámad a ház lakóira és a Tendére. Mikor szembekerül az Őrzővel, egy emberrel, akinek személyes feladata a szörnyeteg megfékezése és a Tende védelmezése, az Ord visszahátrál az erdő felé, ahol a Tartuta lecsap rá és megöli.

## Produkció
A film eredetileg a Disney stúdiónál készült volna, ám Shyamalan otthagyta a céget, miután Nina Jacobson produkciós elnök és mások meglehetősen kritikus hangot ütöttek meg a forgatókönyvvel kapcsolatban, aminek végül a Warner Bros. adott zöld utat a megvalósulás felé.
Shyamalan, aki otthonában, Philadelphiában és környékén forgat, a produkció helyszíneként a Jacobson Logistics raktárépületének területét jelölte ki a pennsylvaniai Levittown közelében, ahol felépült a lakóház díszlete. Alkalmanként készültek felvételek a raktárépületben is, a forgatás nagyobb részére a Jacobson munkaidejének lejárta után került sor.

## Fogadtatás
A Lány a vízbent bemutatója idején a kritikusok földbe döngölték. A Variety magazinban például 2006. július 16-án jelent meg kíméletlen kritika. Az általános panaszkodások a filmmel kapcsolatban azt emelték ki, hogy kevés energiát fektet abba, hogy a nézőt meggyőzze világáról, hogy kevés pillanatát lehet komolyan venni, illetve hogy M. Night saját maga fényezésére használja a művet (a korábbi filmjeivel ellentétben ezúttal nem apró szerepet osztott magára, hanem egy fontos íróét, akinek könyve majdan megváltja a világot; emellett egy filmkritikus is feltűnik az alkotásban, aki elbizakodott, arrogáns és nincs igazi élete).
Számos vélemény támadta ezen önajnározást: Manohla Dargis a The New York Timestól így ír a történetről. „Az nyilvánvaló, hogy azok, akik a vízben élnek, most a földet járják, hogy felhívják az ember figyelmét, ám eleinte meglehetősen ködös, pontosan mit is kellene meghallanunk – a hullámok vergődését, a szirének dalait, Isten hangját – mígnem rájövünk, hogy természetesen egy sokkal hatalmasabb erőre kell szegeznünk füleinket: Mr. Shyamalanra.” Frank Lovece, a Film Journal International munkatársa azt mondta: „Paul Giamatti színész és M. Night Shyamalan rajongói talán kapnak valamit a Lány a vízbentől, egy töredezett meséből, mely egy vízinimfáról szól, aki egy philadelphiai lakóházba érkezik egy fontos üzenettel. Mindenki mást valószínűleg összekavar a zavaros mitológiagyártás, vagy meglepődik egy magát egy látnok író, világmegváltó mártír szerepébe léptető író-rendező-producer önéltető egóján.”
Michael Medved egy és fél csillagot adott a Lány a vízbennek a lehetséges négyből, azt fűzve hozzá, hogy „…egy kifordult, színpompás mozgóképes katasztrófa, szinte példátlan arrogancia és ízetlenség munkája (…) a Lány a vízben teljesen elázott”. Szintén bírálták a tényt, hogy a film Shyamalan egy gyermekeinek írt esti meséjén alapszik; Pete Vonder Haar a Film Threattől így kommentálja mindezt: „Ha Shyamalan gyermekeit fogja megcélozni mint közönséget elkövetkezendő munkáival, talán elkezdhet már most a Nickelodeonnak dolgozni és nem rabolni az időnket”.
Azonban nem minden visszajelzés bizonyult negatívnak. Harrison Scott Key azt írja a WORLD magazinban, hogy „a cselekmény kirakósjátékká válik…és ezt igen élvezetes nézni. Végül is a film az egyik legfontosabb kérdés feltevésére készteti a nézőt: Mi történik ezután? És ettől lesz jó film.” A Boston Globe-ban Wesley Morris azt írta 2006. július 21-én, hogy még ha a film „nehézkes önbecsülésre épít” is, „van jó része a Lány a vízbennek, túl jól sikerült és hatásosan játszott ahhoz, hogy elutasításra leljen egyszerű arrogancia miatt”.

### Box Office
Nyitóhétvégéjén (2006. július 21-23.) a film 18 millió dollárt hozott az Egyesült Államokban, ami harmadik helyre volt elég a toplistán. Ez az eredmény M. Night Shyamalan öt nagy volumenű filmje közül a leggyengébbnek számít. A negatív kritikák és a rossz szájhagyomány miatt a második hétvégén már csupán 7,1 milliót tudott összeszedni a film, s ekkor mindössze 32,2 millió dolláron állt bevételi mutatója. A harmadik kör sem alakult jobban, 62,1%-os esés elkönyvelése mellett 2,7 millió folyt a kasszákba. 2006. szeptember végén zárta pályafutását, 42 285 169 dolláros bevéte azonban távol áll 70 milliós költségvetésétől, továbbá ugyanekkora reklámköltségeitől.

## Érdekességek
|  | Alább a cselekmény részletei következnek! |

- A TNT csatorna leadott egy 10 perces betekintést a filmbe a Jelek sugárzása után. A jelenetek között szerepelt, amint Cleveland Heep meglátja Mesét a medencében, Heep és Mese a házban vannak, és amint az egyik Ord Heep és Mese felé oson.
- A film cselekménye egy esti mesén alapszik, amit M. Night Shyamalan a gyermekeinek írt. Ez arra a csípős beszólásra sarkallta Jon Stewartot a The Daily Showból (miután Shyamalan elmondta neki, a történeteitől nem voltak rémálmai), hogy „Neked talán nem, de a gyermekeid kurvára rettegnek!”
- A víz ismét jelentős szerepet játszik ebben a Shyamalan-filmben. Korábban A sebezhetetlenben és a Jelekben töltött be fontos szerepet. Utóbbiban a víz végzetes fenyegetés egyes karaktereknek.
- Szintén kiemelt teret kap több Shyamalan-filmben a piros szín. A faluban a lények köpenye vörös. A Lány a vízbenben a Vick nevű szereplő lakása szintén ilyen színű, akárcsak a háztömb szárítójában lévű ruha, mikor a Ord beoson. Az említett fenevadnak is vörös szemei vannak. A Hatodik érzékben a vörös jelzi a holtak jelenlétét. A Jelekben Shyamalan karakterének autója is piros színű. Sok vörös dolog jelentéktelen, de mindig kitűnnek a filmekben.
- Shyamalan jellegezetes kis szerepekben tűnt fel korábbi rendezéseiben. Ezúttal azonban egy fontos szerepet osztott magára.

## Filmzene
A Film zenéjét James Newton Howard komponálta, ami elnyerte 2006 legjobb filmzenéje (Soundtrack) címét.
Filmzene album
1. Prologue
2. The Party
3. Charades
4. Ripples in the Pool
5. The Blue World
6. Giving the kii
7. Walkie Talkie
8. Cereal Boxes
9. Officer Jimbo
10. The Healing
11. Great Eatlon
12. End Tiltes
13. The Times They are A-Changin’
14. Bob Dylan – Every Grain of Sand
15. Bob Dylan – It ain’t Me Babe
16. Bob Dylan – Maggie’s Farm

## Kapcsolódó könyvek

### Gyermekkönyv
Shyamalan, aki filmet egy esti meséből képezte, amit gyermekeinek írt arról, mi történik medencéjükben éjszaka, egy 72 oldalas mesekönyvet írt Lány a vízben: Egy esti mese (Little, Brown, New York, ISBN 0-316-01734-5) címmel, ami megegyezik a filmmel. A könyv illusztrációit Crash McCreery készítette. A kiadvány a filmmel azonos napon jelent meg, 2006. július 21-én.

### The Man Who Heared Voices
A The Man Who Heard Voices: Or, How M. Night Shyamalan Risked His Career on a Fairy Tale (Gotham Books, New York, ISBN 1-59240-213-5), Michael Bamberger, a Sports Illustrated című heti sportmagazin publicistájának műve. A 2006. július 20-án kiadott könyv a film készítéséről számol be.

## Fontosabb díjak és jelölések
Arany Málna díj
- - díj: legrosszabb rendező (M. Night Shyamalan)
  - díj: legrosszabb férfi mellékszereplő (M. Night Shyamalan)
  - jelölés: legrosszabb film
  - jelölés: legrosszabb forgatókönyv (M. Night Shyamalan)